# 당김 (미분기하학)
미분기하학에서 당김(영어: pullback)이란 한 다양체 위에 정의된 공변(covariant) 텐서를 다른 다양체 위에 옮겨 정의하는 방법이다.
두 매끄러운 다양체 사이의 매끄러운 함수 {\displaystyle \phi \colon M\to N}이 주어지면, {\displaystyle N} 위에 존재하는 모든 공변 텐서 (즉, 첨자가 모두 아랫첨자인 경우) {\displaystyle T=T_{\mu \nu \rho \dots }}에 대하여, {\displaystyle M} 위에 대응하는 텐서 {\displaystyle \phi ^{*}T}를 정의할 수 있다. 이를 {\displaystyle T}의 당김이라고 한다. 특히, 미분형식이나 (스칼라) 함수는 공변 텐서의 특수한 경우이므로, 이들을 다른 다양체로 당길 수 있다.

## 정의
{\displaystyle \phi \colon M\to N}을 미분가능한 함수라고 하고, {\displaystyle \omega (v_{1},\dots ,v_{k})}가 {\displaystyle k}차 공변 텐서({\displaystyle k}개의 (반변) 벡터를 받는 함수)라고 하자. 그렇다면 이 데이터로부터 {\displaystyle M} 위에 정의된 {\displaystyle k}차 텐서 {\displaystyle \phi ^{*}\omega }를 다음과 같이 정할 수 있다.
{\displaystyle (\phi ^{*}\omega )(v_{1},\dots ,v_{k})=\omega _{\phi (p)}(d\phi _{p}(v_{1}),\dots ,d\phi _{p}(v_{k}))}.
여기서 {\displaystyle p\in M}, {\displaystyle v_{i}\in T_{p}M} (점 {\displaystyle p}에서의 접공간), {\displaystyle d\phi _{p}\colon T_{p}M\to T_{\phi (p)}N}은 점 {\displaystyle p}에서 {\displaystyle \phi }의 미분 사상이다.
(스칼라) 함수는 0차 공변 텐서이다. 이 경우, 함수 {\displaystyle f}의 당김은 함수의 합성과 같다. 즉,
{\displaystyle \phi ^{*}f=f\circ \phi }
이다.

## 성질
f : Rn → Rm, g : Rp → Rn를 미분가능한 함수, α 와 β를 Rm에서의 k-형식, γ : Rm → R를 Rm에서의 0-형식이라 하자. 이 때, 다음이 성립한다.
- {\displaystyle f^{*}(\alpha +\beta )=f^{*}(\alpha )+f^{*}(\beta )\;}
- {\displaystyle f^{*}(\gamma \alpha )=f^{*}(\gamma )f^{*}(\alpha )\;}
- {\displaystyle f^{*}(\alpha _{1}\wedge \cdots \wedge \alpha _{k})=f^{*}(\alpha _{1})\wedge \cdots \wedge f^{*}(\alpha _{k})\;}

여기서 α1, …, αk 가 Rm에서의 1-형식이고 ∧ 는 쐐기곱이다.
- {\displaystyle f^{*}(\alpha \wedge \beta )=f^{*}(\alpha )\wedge f^{*}(\beta )}

여기선 α 와 β 가 같은 계수를 가질 필요는 없다.
- {\displaystyle (f\circ g)^{*}\alpha =g^{*}(f^{*}\alpha )}

## 같이 보기
- 미분 사상
- 당김 올다발
- 당김 (범주론)

## 참고 문헌
- Manfredo P. do Carmo (1994). 《Differential Forms and Applications》. Springer-Verlag.